# SATSUGAI/甘い恋人 〜for the movie〜
「SATSUGAI/甘い恋人 〜for the movie〜」（サツガイ/あまいこいびと フォー・ザ・ムービー）は、デトロイト・メタル・シティ/根岸崇一 SONG BY カジヒデキの1枚目のシングルである。2008年8月6日発売。発売元はDEATH RECORDS。

## 概要
- 東宝配給映画『デトロイト・メタル・シティ』主題歌
- 初回限定盤には映画の特報最新版とアニメ『デトロイト・メタル・シティ』トレーラーを収録したDVDと、松山ケンイチ手書き“殺”タトゥーシール付き。
- VAMPSの6枚目のシングル「ANGEL TRIP」にて「SATSUGAI」が「KYUKETSU -SATSUGAI VAMPS Ver.-」としてセルフカバーされた。

## 収録曲
1. SATSUGAI -for the movie-
作詞：若杉公徳、作曲：K.A.Z、歌：冠徹弥
2. 甘い恋人 〜for the movie〜
作詞：若杉公徳、作曲：カジヒデキ
3. SATSUGAI -for the movie-(カラオケ)
4. 甘い恋人 〜for the movie〜(カラオケ)

## 収録アルバム

### SATSUGAI
- オリジナル『魔界遊戯 〜for the movie〜』（2008年8月20日）
- オムニバス『DMC METAL COMPLETE』（2009年2月11日）

### 甘い恋人
- オリジナル『魔界遊戯 〜for the movie〜』（2008年8月20日）
- オムニバス『DMC METAL COMPLETE』（2009年2月11日）
- カジヒデキ『LOLLIPOP』（2008年10月22日）
※Album New Mix